# Eddie Quillan
Edward „Eddie” Quillan (ur. 31 marca 1907 w Filadelfii, zm. 19 lipca 1990 w Burbank) − amerykański aktor filmowy i telewizyjny, który rozpoczął karierę jako dziecko na scenach wodewilów i w niemych filmach, a następnie kontynuował do lat 80. XX wieku.

## Wodewil i nieme filmy
Quillan zadebiutował na scenie w wieku siedmiu lat razem z rodzicami, Josephem Quillanem urodzonym w Szkocji i jego żoną Sarah, a także rodzeństwem w przedstawieniu Rising Generation. Na początku lat dwudziestych został wezwany przez reżysera Macka Sennetta do wykonania zdjęć próbnych dla Mack Sennett Studios. Sennett podpisał kontrakt z Quillanem w 1922.
Quillan pierwszy raz pojawił się na ekranie w komedii krótkometrażowej z 1922 r. Up and at 'Em. Następnie w 1926 pojawił się w komedii krótkometrażowej The Love Sundae razem z aktorką Alice Day. Dziesięć kolejnych występów (wszystkie w 1926 roku) również zagrał w komediach krótkometrażowych, które napędzały karierę Alice Day. W komedii krótkometrażowej spędził większość pozostałych lat dwudziestych grając z udziałem aktorów Ruth Taylor i Madeline Hurlock. W 1928 roku Quillan zagrał w komedii "A Little Bit of Everything", która była ważna ze względu na to, że grało w niej jego rodzeństwo: Marie, Joseph i John. Marie Quillan w końcu też zaczęła karierę w filmie i pojawiła się obok swojego brata, w 1929 roku, w komedii Nosy Neighbors.
Pierwszym filmem fabularnym Quillana był w 1928 r. dramat komediowy Show Folks z udziałem aktorki Liny Basquette, w której Quillan gra tancerza wodewilu. Film był również skromnym sukcesem aktorki Carole Lombard. Pierwsza rola dramatyczna Quillana (i pierwszy film dramatyczny) miała miejsce w 1929 roku w filmie The Godless Girl reżyserowanym przez Cecila B. DeMille. Film ponownie połączył Eddiego Quillana z Liną Basquette, a także zagrał u boku Marie Prevost i Noaha Beery seniora. Jego późniejsze zaangażowanie w filmie przyniósło mu kontrakt ze studiem Pathé.

## Śmierć
Quillan zmarł na raka w Burbank w Kalifornii w 1990 i został pochowany na cmentarzu San Fernando Mission w Mission Hills w hrabstwie Los Angeles w Kalifornii.

## Filmografia
- Show Folks (1928)
- Hollywood Party (1934)
- Gridiron Flash (1935)
- Mutiny on the Bounty (1935) as Ellison
- The Mandarin Mystery (1936)
- Young Mr. Lincoln (1939)
- Dark Streets of Cairo (1940)
- The Grapes of Wrath (1940) as Connie Rivers
- Dancing on a Dime (1940)
- Six Lessons from Madame La Zonga (1941)
- Too Many Blondes (1941)
- This Is the Life (1944)
- The Impostor (1944)